# Jacob van Ruisdael

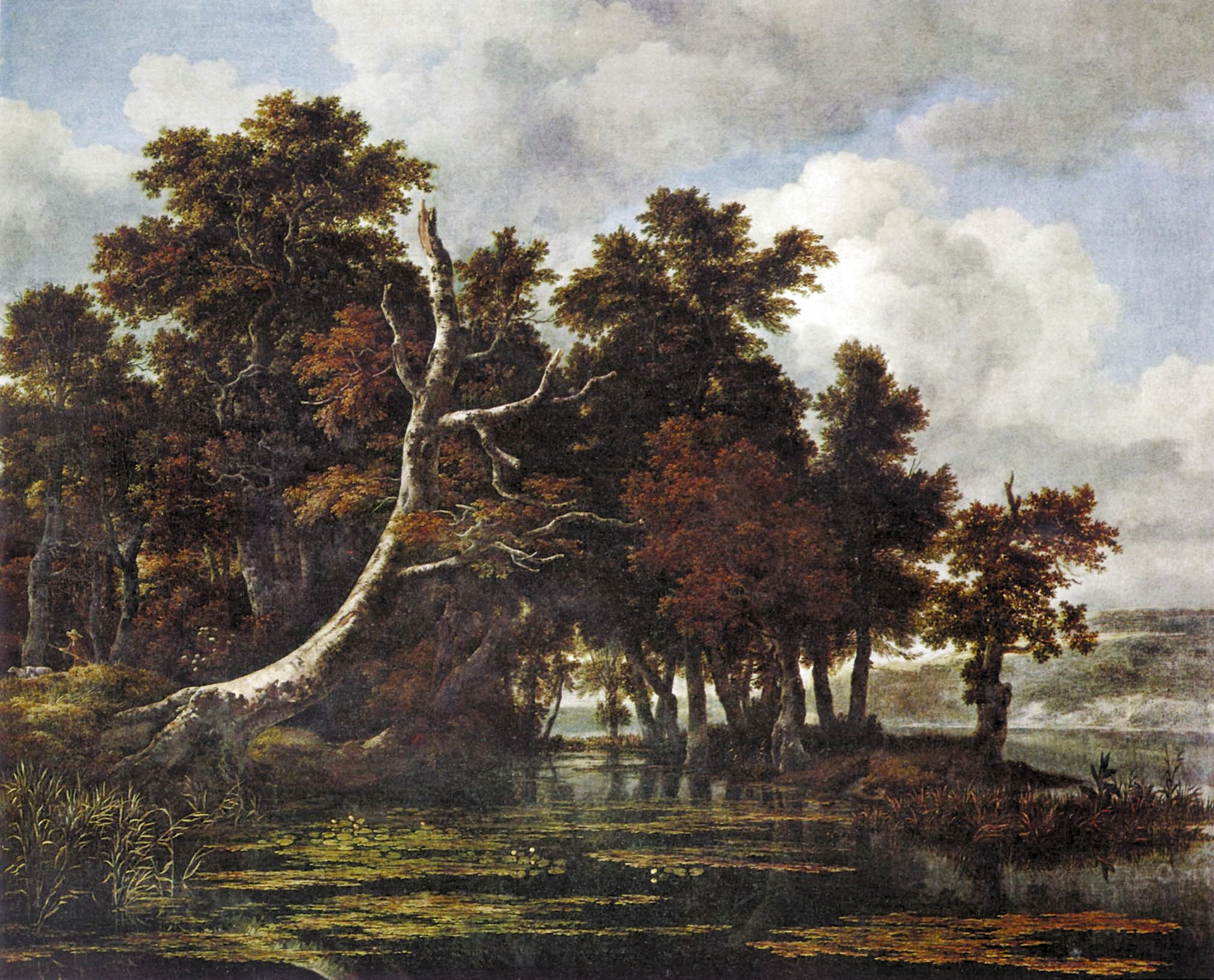
Ekskog vid en sjö, oljemålning av Jakob van Ruisdael.

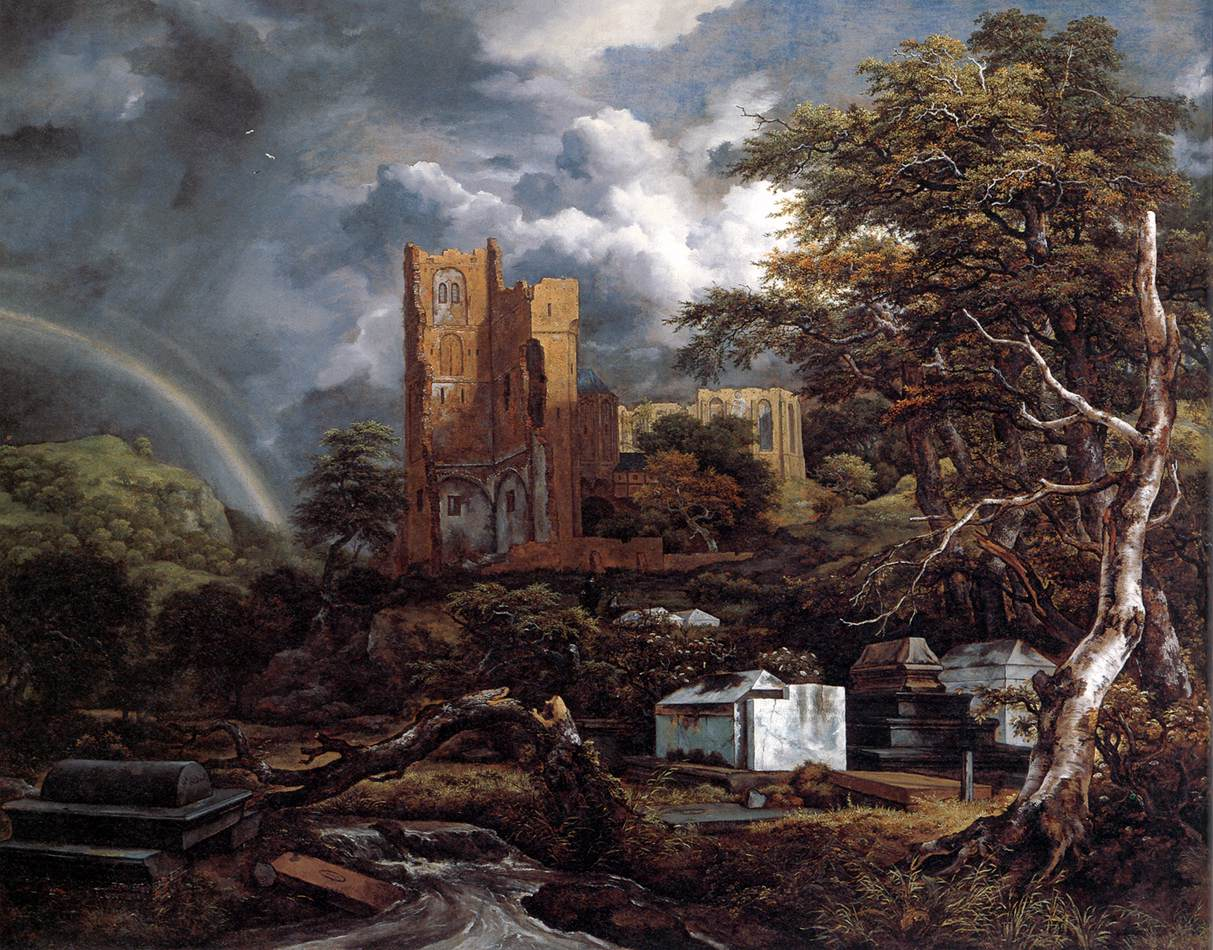
Den judiska begravningsplatsen, målning av Jacob van Ruisdael.

Jacob van Ruisdael, även Jacob Isaakzoon van Ruysdael, född omkring 1629 i Haarlem, död 14 mars 1682 i Amsterdam, var en holländsk konstnär.

## Biografi
Det är oklart var han lärde sig att måla, och det antas därför att det var hans far som lärde honom att måla, som också var målare. Ruisdaels tidigaste målningar är från 1646, då han var omkring 18 år gammal. Han utförde omkring 700 målningar, och omkring 100 teckningar/skisser har bevarats. Han målade skogar, fält, stränder, marinmålningar, vindkvarnar, vattenkvarnar, med mera. Fram tills han flyttade till Amsterdam reste han ofta, men sällan särskilt långt bort från sin hemstad. Väldigt lite är dock med säkerhet känt kring hans liv, och de påståenden som cirkulerar är osäkra.
Ruisdael företog i början av 1650-talet studievandringar i gränsområdena mot Tyskland och bosatte 1656/1657 i Amsterdam. Han sökte dock även i fortsättningen motiv på andra håll i Holland. Ruisdael utexaminerades som medicine doktor i Caen 1676 och praktiserade som läkare. Han tog intryck av farbrodern Salomon van Ruysdael och marinmålaren Hendrik Cornelisz. Vroom. Ruisdael personliga stil med dess dragning åt storslagna och dramatiska uttryck torde också ha växt fram genom hans kontakt med Allart van Everdingen. Till hans mera kända målningar hör Den judiska begravningsplatsen, som finns på museet i Dresden. Goethe var en stor beundrare av van Ruisdaels konst. På Nationalmuseum i Stockholm finns två av hans målningar.